# Johnny Duncan
Johnny Duncan, geboren als John Richard Duncan, (Dublin), 5 oktober 1938 - Fort Worth, 14 augustus 2006) was een Amerikaanse countryzanger, vooral bekend van een reeks hits van het midden tot het einde van de jaren 1970. In zijn carrière bracht hij 14 studioalbums uit, waaronder dertien bij Columbia Records. Deze albums produceerden meer dan 30 hitsingles, waarvan er drie nummer één bereikten: Thinkin' of a Rendezvous, It Couldn't Have Been Any Better en She Can Put Her Shoes Under my Bed (Anytime) respectievelijk uit 1976, 1977 en 1978. Nog zeven van zijn singles waren top-10 hits..

## Jeugd en opleiding
Voordat Johnny Duncan naar Nashville verhuisde, bezocht hij de Texas Christian University in Fort Worth. Hij bracht dan enkele jaren door in Clovis van 1959 tot 1964.

## Biografie

### Het vroege leven en invloeden
Het vroege leven van Duncan was doordrenkt van muziek uit West-Texas. Hij pikte dit van nature op toen een jongen luisterde naar zijn moeder die slaggitaar speelde in de countryband van zijn oom. Later begon hij zijn vocale vaardigheden aan te scherpen, beïnvloed door zijn vroege idolen Eddy Arnold, Perry Como, Jim Reeves en Frank Sinatra. Hij werd geboren in een muzikale familie. Hij was trots op zijn getalenteerde neven, waaronder Eddie Seals, Jimmy Seals van Seals & Crofts en countryzanger Dan Seals. Hij wist op 12-jarige leeftijd dat het spelen van muziek en het zingen van liedjes zijn leven zou worden.
Na een paar jaar met zijn muzikaal begaafde familie te hebben gespeeld en gezongen, deed hij in april 1959 auditie voor demo's bij Norman Petty in Clovis. Petty herkende zijn talent als een begaafd songwriter en Duncan kreeg een contract bij Leader Records, een dochteronderneming van Kapp Records. Na drie Amerikaanse singles en één Britse publicatie tussen 1959 en 1962, werd Duncan moe van de bedoeling om hem als popzanger op de markt te brengen, en hij besloot het countrygenre na te streven en verhuisde naar Nashville.
Duncan schreef veel nummers die zijn opgenomen door artiesten als Charley Pride, Marty Robbins, Chet Atkins, Conway Twitty en Jim Ed Brown.

### Carrière
In Franklin werkte Duncan als diskjockey en trad hij op in lokale ochtend-tv-shows. Hij begon eind jaren 1960 op te nemen voor Columbia Records. Tussen 1967 en 1973 bereikten de opnamen van Duncan nooit de top 20 totdat Sweet Country Woman op nummer zes binnenkwam.
In de jaren 1970 voerde Duncan duetten uit met Janie Fricke, waarvan er vele succesvol waren. Hun nummers Stranger en Thinking of a Rendezvous (beide 1976), It Couldn't Have Been Any Better (1977) en Come A Little Bit Closer (1978, een remake van het nummer dat voor het eerst populair werd door Jay & the Americans) waren het meest succesvol. Thinking of a Rendezvous en It Couldn't Have Been Any Better werden beide nummer 1 in de Billboard Hot Country Singles-hitlijst, evenals Duncans solosingle She Can Put Her Shoes Under My Bed Anytime uit 1978.
Duncans reeks top-10-hits zette zich voort in 1979 - met name een cover van Swayin' to the Music (uitgebracht door Duncan als Slow Dancing) van Johnny Rivers en The Lady in the Blue Mercedes - en hij genoot zelfs nog een top-20-hit met Fricke in 1980 met een duetversie van She's Out of My Life van Michael Jackson. Zijn sterrenstatus vervaagde in het begin van de jaren 1980 met veranderende muzieksmaak, hoewel zijn grootste nummers tot eind jaren 1980 en begin jaren 1990 populair waren op de countryradio.

## Privéleven en overlijden
Duncan overleed aan een hartaanval op 14 augustus 2006 op 67-jarige leeftijd. Duncan heeft drie dochters: Angela, Lezlie en Lori met zijn eerste vrouw, Betty Deisher, en zijn zoon John 'Ike' Duncan met vrouw Connie Duncan, die hem overleefde.
Duncan woonde ten laatste met zijn vrouw en vijf kinderen in Fort Worth.

## Discografie

### Singles
| Jaar | Single                                            | Hitlijstklassering | Hitlijstklassering | Album                          |
| Jaar | Single                                            | VS Country         | CAN Country        | Album                          |
| ---- | ------------------------------------------------- | ------------------ | ------------------ | ------------------------------ |
| 1967 | Hard Luck Joe                                     | 54                 | —                  | Johnny One Time                |
| 1968 | Baby Me Baby                                      | 67                 | —                  | Johnny One Time                |
| 1968 | To My Sorrow                                      | 47                 | —                  | Johnny One Time                |
| 1968 | Jackson Ain't a Very Big Town (met June Stearns)  | 21                 | —                  | Back to Back                   |
| 1969 | I Live to Love You                                | 70                 | —                  | Single only                    |
| 1969 | Back to Back (We're Strangers) (met June Stearns) | 74                 | —                  | Back to Back                   |
| 1969 | When She Touches Me                               | 30                 | —                  | Johnny One Time                |
| 1970 | Window Number Five                                | 65                 | —                  | You're Gonna Need a Man        |
| 1970 | You're Gonna Need a Man                           | 39                 | —                  | There's Something About a Lady |
| 1970 | My Woman's Love                                   | 68                 | —                  | There's Something About a Lady |
| 1970 | Let Me Go (Set Me Free)                           | 27                 | 43                 | There's Something About a Lady |
| 1971 | There's Something About a Lady                    | 19                 | —                  | There's Something About a Lady |
| 1971 | One Night of Love                                 | 39                 | —                  | Sweet Country Woman            |
| 1971 | Baby's Smile, Woman's Kiss                        | 12                 | —                  | You're Gonna Need a Man        |
| 1972 | Fools                                             | 19                 | 16                 | Sweet Country Woman            |
| 1972 | Here We Go Again                                  | 66                 | —                  | Single only                    |
| 1973 | Sweet Country Woman                               | 6                  | 8                  | Sweet Country Woman            |
| 1973 | Talkin' with My Lady                              | 18                 | 42                 | The Best                       |
| 1974 | The Pillow                                        | 47                 | —                  | The Best Is Yet to Come        |
| 1974 | Scarlet Water                                     | 66                 | —                  | The Best                       |
| 1975 | Charley Is My Name                                | 57                 | —                  | Johnny Duncan                  |
| 1975 | Jo and the Cowboy                                 | 26                 | 28                 | The Best                       |
| 1976 | Gentle Fire                                       | 86                 | —                  | The Best                       |
| 1976 | Stranger                                          | 4                  | 13                 | The Best                       |
| 1976 | Thinkin' of a Rendezvous                          | 1                  | 1                  | Johnny Duncan                  |
| 1977 | It Couldn't Have Been Any Better                  | 1                  | 1                  | Johnny Duncan                  |
| 1977 | A Song in the Night                               | 5                  | 5                  | Come a Little Bit Closer       |
| 1977 | Come a Little Bit Closer (met Janie Fricke)       | 4                  | 2                  | Come a Little Bit Closer       |
| 1978 | She Can Put Her Shoes Under My Bed (Anytime)      | 1                  | 1                  | The Best Is Yet to Come        |
| 1978 | Hello Mexico (And Adios Baby to You)              | 4                  | 7                  | The Best Is Yet to Come        |
| 1979 | Slow Dancing                                      | 6                  | 8                  | See You When the Sun Goes Down |
| 1979 | The Lady in the Blue Mercedes                     | 9                  | 21                 | Straight from Texas            |
| 1980 | Play Another Slow Song                            | 17                 | 31                 | Straight from Texas            |
| 1980 | I'm Gonna Love You Tonight (In My Dreams)         | 17                 | 48                 | In My Dreams                   |
| 1980 | He's Out of My Life (met Janie Fricke)            | 17                 | 20                 | Nice'n Easy                    |
| 1980 | Acapulco                                          | 16                 | —                  | You're on My Mind              |
| 1981 | All Night Long                                    | 40                 | —                  | Single only                    |
| 1986 | The Look of a Lady in Love                        | 69                 | —                  | Faraway Hideaway               |
| 1986 | Texas Moon                                        | 81                 | —                  | Faraway Hideaway               |

### Studioalbums
| Jaar | Album                           | Hitlijstklassering | Hitlijstklassering | Label       |
| Jaar | Album                           | VS Country         | CAN Country        | Label       |
| ---- | ------------------------------- | ------------------ | ------------------ | ----------- |
| 1968 | Johnny One Time                 | 40                 | —                  | Columbia    |
| 1969 | Back to Back (w/ June Stearns)  | —                  | —                  | Columbia    |
| 1971 | There's Something About a Lady  | —                  | —                  | Columbia    |
| 1973 | Sweet Country Woman             | 34                 | —                  | Columbia    |
| 1973 | You're Gonna Need a Man         | —                  | —                  | Harmony     |
| 1977 | Johnny Duncan                   | 21                 | —                  | Columbia    |
| 1977 | Come a Little Bit Closer        | 27                 | —                  | Columbia    |
| 1978 | The Best Is Yet to Come         | 42                 | 8                  | Columbia    |
| 1979 | See You When the Sun Goes Down  | —                  | —                  | Columbia    |
| 1979 | Straight from Texas             | —                  | —                  | Columbia    |
| 1980 | In My Dreams                    | 61                 | —                  | Columbia    |
| 1980 | Nice 'n' Easy (w/ Janie Fricke) | —                  | —                  | Columbia    |
| 1980 | You're on My Mind               | —                  | —                  | Columbia    |
| 1986 | Faraway Hideaway                | —                  | —                  | Pharaoh     |
| 2005 | The Thing To Do                 | —                  | —                  | JRD Records |

### Compilatiealbums
| Jaar | Album                                                      | VS Country | Label              |
| ---- | ---------------------------------------------------------- | ---------- | ------------------ |
| 1976 | The Best                                                   | 5          | Columbia           |
| 1978 | Greatest Hits                                              | 45         | Columbia           |
| 1998 | Pure Country                                               | —          | Columbia           |
| 1998 | Classic Country                                            | —          | Simitar            |
| 2003 | It Couldn't Have Been Any Better                           | —          | Collector's Choice |
| 2018 | Thinkin' Of A Rendezvous ~ Columbia Country Hits 1969–1980 | —          | T-Bird Americana   |

- Biblioteca Nacional de España: XX1569283
- Bibliothèque nationale de France: cb13893505n (data)
- International Standard Name Identifier: 0000 0000 7825 1855
- Library of Congress Control Number: n93040639
- MusicBrainz: 4a0d1862-c9d7-4bfa-80da-16ea6d100499
- Nationale Bibliotheek van Tsjechië: xx0046362
- Nationale Bibliotheek van Israël: 987007330151105171
- Virtual International Authority File: 85592569
- WorldCat: E39PBJjdkHKbYm9pQtCQt3fXh3